# Categoría de conjuntos preordenados
La categoría Ord tiene conjuntos preordenados como objetos y funciones crecientes como morfismos. Esto es una categoría porque la composición de dos funciones crecientes es asimismo creciente.
Los monomorfismos en Ord son las funciones crecientes inyectivas. El conjunto vacío (considerado como un conjunto ordenado) es el objeto inicial de Ord; cualquier singleton es un objeto terminal.
El producto en Ord viene dado por el orden producto en el producto cartesiano. El coproducto es dado por la unión disjunta de conjuntos preordenados.
Tenemos un funtor de "olvido": Ord --> Set que asigna a cada conjunto preordenado el conjunto subyacente, y a cada función creciente la función subyacente. Este funtor es fiel, y por lo tanto Ord es una categoría concreta.
- Datos: Q5051853